# Уравнение Пуассона — Больцмана
Уравнение Пуассона — Больцмана — дифференциальное уравнение, описывающее электростатическое взаимодействие между молекулами в электролитах. Уравнение Пуассона — Больцмана используется для решения задач молекулярной динамики, биофизики и электрохимии.
В системе СИ это уравнение может быть записано следующим образом:
{\displaystyle \nabla \cdot \left[\varepsilon ({\vec {r}})\nabla \varphi ({\vec {r}})\right]=-\rho ^{f}({\vec {r}})-\sum _{i}c_{i}^{\infty }z_{i}e_{0}\exp \left[{\frac {-z_{i}e_{0}\varphi ({\vec {r}})}{k_{\rm {B}}T}}\right]}
Здесь использованы следующие обозначения:
{\displaystyle \varepsilon ({\vec {r}})} — диэлектрическая проницаемость среды, которая в общем случае может быть функцией координат
{\displaystyle \varphi } — электрический потенциал
{\displaystyle \rho ^{f}({\vec {r}})} — плотность электрического заряда в среде
{\displaystyle c_{i}^{\infty }} — концентрация {\displaystyle i}-го иона на бесконечности (средняя концентрация)
{\displaystyle z_{i}} — валентность иона, {\displaystyle e_{0}} — заряд электрона
{\displaystyle k_{B}} — постоянная Больцмана,
{\displaystyle T} — температура
Линеаризованный вид этого уравнения используется в теории Дебая—Хюккеля для определения ионной силы раствора.